# Mount Bastin
Mount Bastin är ett berg i Antarktis. Det ligger i Östantarktis. Norge gör anspråk på området. Toppen på Mount Bastin är 2 000 meter över havet.
Terrängen runt Mount Bastin är platt åt nordväst, men åt sydost är den kuperad. Trakten är obefolkad. Det finns inga samhällen i närheten. 